# Suzuki Katana
La Katana è stata una motocicletta prodotta agli inizi degli anni ottanta dalla Suzuki. In seguito il suo nome verrà utilizzato per identificare una intera gamma di motociclette Sport Touring e di ciclomotori. Katana è il nome della famosa spada dei Samurai, che si dice sia talmente affilata da riuscire a tagliare in due una foglia mentre sta cadendo.

## Il contesto
Il progetto iniziale della moto era, per quel periodo, molto radicale. Questo era dovuto anche al fatto che la motocicletta era stata progettata da ingegneri del settore automobilistico che avevano tenuto in considerazione oltre all'aspetto estetico anche l'ergonomia, l'aerodinamica e le difficoltà di produzione.
La genesi del modello si ritrova nel progetto Target del 1979, richiesto dalla filiale tedesca della casa motociclistica nipponica e curato da un'équipe con a capo Hans Muth che ha presentato una moto da 650 cm³ chiamata ED-1 (European Design 1).
L'anno successivo al salone di Colonia venne presentata la ED-2 che era stata basata sulla meccanica della Suzuki GS 1100.
Fu questo progetto che nel 1981 entrò in produzione senza subire rilevanti modifiche.

## Descrizione
L'aspetto estetico della Katana era molto singolare. Si basava su un concetto modulare che doveva permettere anche l'aggiunta di un grande parabrezza e di una carenatura. La moto però piacque talmente tanto nel suo aspetto iniziale che questi due elementi non vennero mai montati. L'unica modifica introdotta fu l'inserimento di un piccolo schermo deflettore.
Anche la strumentazione, con gli strumenti sovrapposti, era una novità anche se questa scelta era dovuta alla necessità di contenere il peso e il costo della moto. Il tappo del serbatoio non era posto nel centro dello stesso ma era spostato in modo da permettere di ottenere una saldatura continua e pulita dello stesso.
La stessa filosofia progettuale venne applicata a tutte le aree del mezzo ottenendo così una riduzione di peso, costo e numero dei componenti necessari.
La moto venne inizialmente prodotta in due versioni, tra di loro quasi identiche, con motore da 750 o da 1.100 cm³. Per le gare ne venne invece realizzata una versione con motore da 1.000 cm³.
Presto venne affiancata anche una versione da 750 cm³ che, nel 1984, venne completamente riprogettata e denominata katana 750 S3/SE. Esteticamente le linee erano ora diventate più morbide del modello precedente. In particolare il faro venne inglobato nel cupolino con un meccanismo che lo faceva diventare a scomparsa (come era di moda sulle auto di quel periodo) e le frecce sia anteriori che posteriori erano parte integrante della carrozzeria. Venne anche adottato un sistema monoammortizzatore per la sospensione posteriore. 
Questo particolare modello venne prodotto per due soli anni, nell'84 appunto e nell'85 solo per il mercato interno giapponese, australiano e un lotto di 100 esemplari venne distribuito anche in Inghilterra. Per il mercato canadese venne anche approntata una versione speciale. 
Il my '84 era rigorosamente in colorazione bianca con la parte superiore del cupolino nera e il telaio e i coperchi carter del motore e del castello valvole in color oro. Il my '85 fu realizzato anche in un più neutro ed elegante argento sempre con la parte superiore del cupolino nera; le parti dorate (telaio e coperchi carter motore) vennero verniciati in un più anonimo argento.
Per il mercato italiano venne proposta una versione denominata "shark" basata sul modello turistico 750 EFE che in comune con la sorella katana aveva solo il faro a scomparsa. 
La stessa denominazione di "Katana" venne utilizzata anche su modelli di cilindrata inferiore, da 250, 400, 550 e 650.
I modelli 550 e 650 differivano comunque notevolmente dalla serie katana standard dato che la base meccanica era delle contemporanee suzuki GS 550 E e GS 650 E (il 650 con trasmissione a cardano oltretutto) ed erano inoltre gli unici due modelli di serie senza il famoso cupolino disegnato da Hans Muth.
Sul mercato italiano però non arrivarono mai i modelli 250, 400 e la katana 750 S3/SE.
Nel 1986 il modello Katana lascia quasi interamente il posto all'altrettanto rivoluzionaria serie GSX-R che monterà il sistema di raffreddamento ad aria/olio SACS (Suzuki Advanced Cooling System). In occasione del festeggiamento dei 70 anni della casa, nel 1990 ne venne però presentata una riedizione in 200 esemplari numerati e tale pratica dell'edizione numerata si ripeté anche l'anno successivo.